# Budhasing
Budhasing (nep. बुद्धसिङ) – gaun wikas samiti w środkowej części Nepalu w strefie Bagmati w dystrykcie Nuwakot. Według nepalskiego spisu powszechnego z 2001 roku liczył on 656 gospodarstw domowych i 3523 mieszkańców (1850 kobiet i 1673 mężczyzn).